# Vjalikaja Berastavica
Vjalikaja Berastavica (in bielorusso Вялікая Бераставіца?) è un comune della Bielorussia, situato nella regione di Hrodna.